# Міріам Гопкінс
Еллен Міріам Гопкінс (англ. Ellen Miriam Hopkins, 18 жовтня 1902 — 9 жовтня 1972) — американська акторка 1930-х, сценаристка.

## Біографія
Народилася 18 жовтня 1902 року в місті Бейнбридж, штат Джорджія, в заможній родині. Отримавши гарну освіту, в юності серйозно займалася танцями, але на перших учнівських гастролях пошкодила щиколотку і не змогла продовжувати кар'єру танцюристки.
У 1921 році поїхала в Нью-Йорк, на перших порах виступала на Бродвеї як хористка та до середини 1920-х збудувала непогану театральну кар'єру. У травні 1926 одружилася з актором Брендоном Пітерсом.
У червні 1931 року пішла від Пітерса й одружилася зі сценаристом Остіном Паркером, проте за рік союз розпався.
У вересні 1937 року одружилася з режисером Анатолем Літваком, київським емігрантом. У 1939 році розлучилася.
У 1945 році одружилася з Раймондом Броком (за 6 років розлучилися).
Міріам Гопкінс померла у Нью-Йорку 9 жовтня 1972 від серцевого нападу у віці 69 років.

## Кінокар'єра
В 1928 році вперше з'явилася на кіноекрані в короткометражці «Домашня дівчина».
Через два роки студія «Paramount Pictures» підписала з Гопкінс контракт, і того ж 1930 року вона повноцінно дебютувала в кіно, отримавши головну роль у комедії «Непостійна». Вона мала звичайну для багатьох акторок-початківиць долю: перші роки знімалася в епізодичних ролях в прохідних фільмах, а в наступному знялася відразу в трьох масштабних картинах.
Першим фільмом 1931 року для Гопкінс стала музична романтична комедія Ернста Любіча «Усміхнений лейтенант», де її партнерами були кінозірки Моріс Шевальє та Клодет Кольбер. Потім знімалася у драмі «24 години» та трилері Рубена Мамуляна «Доктор Джекіл і містер Гайд». В екранізації повісті Стівенсона Міріам з'явилася в ролі співачки Іві Пірсон.
Перша справжня слава прийшла до Гопкінс в 1932 році, після того, як вона блискуче виконала роль кишенькової злодійки Лілі в комедії Любіча «Неприємності в раю». У 1933 Любич запросив Гопкінс в комедію «Рішення жити», де крім неї знялися Гері Купер і Фредрік Марч, далі була роль у драмі «Історія Темпл Дрейк» за романом Вільяма Фолкнера «Святилище», й обидві ці роботи виявилися не менш вдалими.
Розвиток акторської кар'єри досяг апогею в 1935 році, зіграла головну роль в драмі «Беккі Шарп» за славнозвісним романом Теккерея «Ярмарок суєти» й отримала номінацію на премію «Оскар» (її обійшла Бетті Девіс, отримавши нагороду за фільм «Небезпечна»). Далі Гопкінс перейшла на студію «Samuel Goldwyn Productions», і після фільмів «Берег варварів» (1935) і «Ці троє» (1936) її слава почала хилитися до заходу.
Міріам Гопкінс була неймовірно гармонійна на екрані, проте на майданчику намагалася перетягнути на себе акцент в спільних сценах, вимагала більш вигідних ракурсів. Це в кінцевому підсумку підірвало її репутацію, і в 1930-ті удача відвернулася: їй все рідше пропонували роботу (в 1938 взагалі не знімалася). У 1937 знялася у фільмі Анатоля Літвака «Жінка, яку я кохаю». У 1939 перейшла на кіностудію Warner Bros., однак там її теж знімали дуже рідко. Після драми 1943 року «Старе знайомство» — друга головна роль дісталася Бетті Девіс, і кіностудія в рекламних цілях поширювала інформацію про конфлікти між акторками — Міріам Гопкінс надовго зникла з поля зору.
В 1949 року повернулася до Голлівуду: зіграла другорядну роль в мелодрамі Вільяма Вайлера «Спадкоємиця», але не залишилася в тіні Олівії де Гевілленд та Монтгомері Кліфта, які виконали головні ролі, та була номінована на отримання «Золотого глобуса» як найкраща акторка другого плану.
Після цього час від часу з'являлася в серіалах на телебаченні й дуже рідко в кіно. Останні відблиски слави пережила в 1960-х — в 1961 році з'явившись в картині «Дитяча година» з Одрі Хепберн та у 1966 році зігравши одну з другорядних ролей у драмі «Погоня», де головні ролі грали зірки нового покоління Марлон Брандо, Джейн Фонда та Роберт Редфорд.